# Eleccions federals alemanyes de 1987
Les eleccions federals alemanyes de 1987 se celebraren el 6 de març de 1987 per a elegir els membres del Bundestag de la República Federal d'Alemanya. La coalició del bloc CDU/CSU i el FDP torna a guanyar i Helmut Kohl continua com a Canceller.
| Eleccions de 1983 Eleccions federals alemanyes, 6 de març de 1987 Eleccions de 1990 |            |                     |                      |                |                      |                      |
| Partit                                                                              | Vots       | Percentatge de vots | Diferència vers 1983 | Total d'escons | Diferència vers 1983 | Percentatge d'escons |
| Unió Demòcrata Cristiana d'Alemanya (CDU)                                           | 13.045.745 | 34,4%               | -3,7%                | 174            | -17                  | 35,0%                |
| Partit Socialdemòcrata (SPD)                                                        | 14.025.763 | 37,0%               | -1,2%                | 186            | -7                   | 37,4%                |
| Unió Social Cristiana (CSU)                                                         | 3.715.827  | 9,8%                | -0,8%                | 49             | -4                   | 9,9%                 |
| Partit Democràtic Lliure (FDP)                                                      | 3.440.911  | 9,1%                | +2,2%                | 46             | +12                  | 9,3%                 |
| Els Verds                                                                           | 3.126.256  | 8,3%                | +2,7%                | 42             | +15                  | 8,5%                 |
| Altres                                                                              | 512.817    | 1,3%                |                      | 0              |                      | 0,0%                 |
| Totals                                                                              | 37.867.319 | 100,0%              |                      | 497            | -1                   | 100,0%               |